# Вяз Давида
Вяз Дави́да[уточнить] (лат. Úlmus davidiána) — вид двудольных растений рода Вяз (Ulmus) семейства Вязовые (Ulmaceae). Вид впервые описан в 1873 году немецким ботаником Жюлем Эмилем Планшоном.
Известная разновидность — вяз японский (Ulmus davidiana var. japonica), зачастую считающийся отдельным видом.
Китайское название — «黑榆».

## Распространение, описание

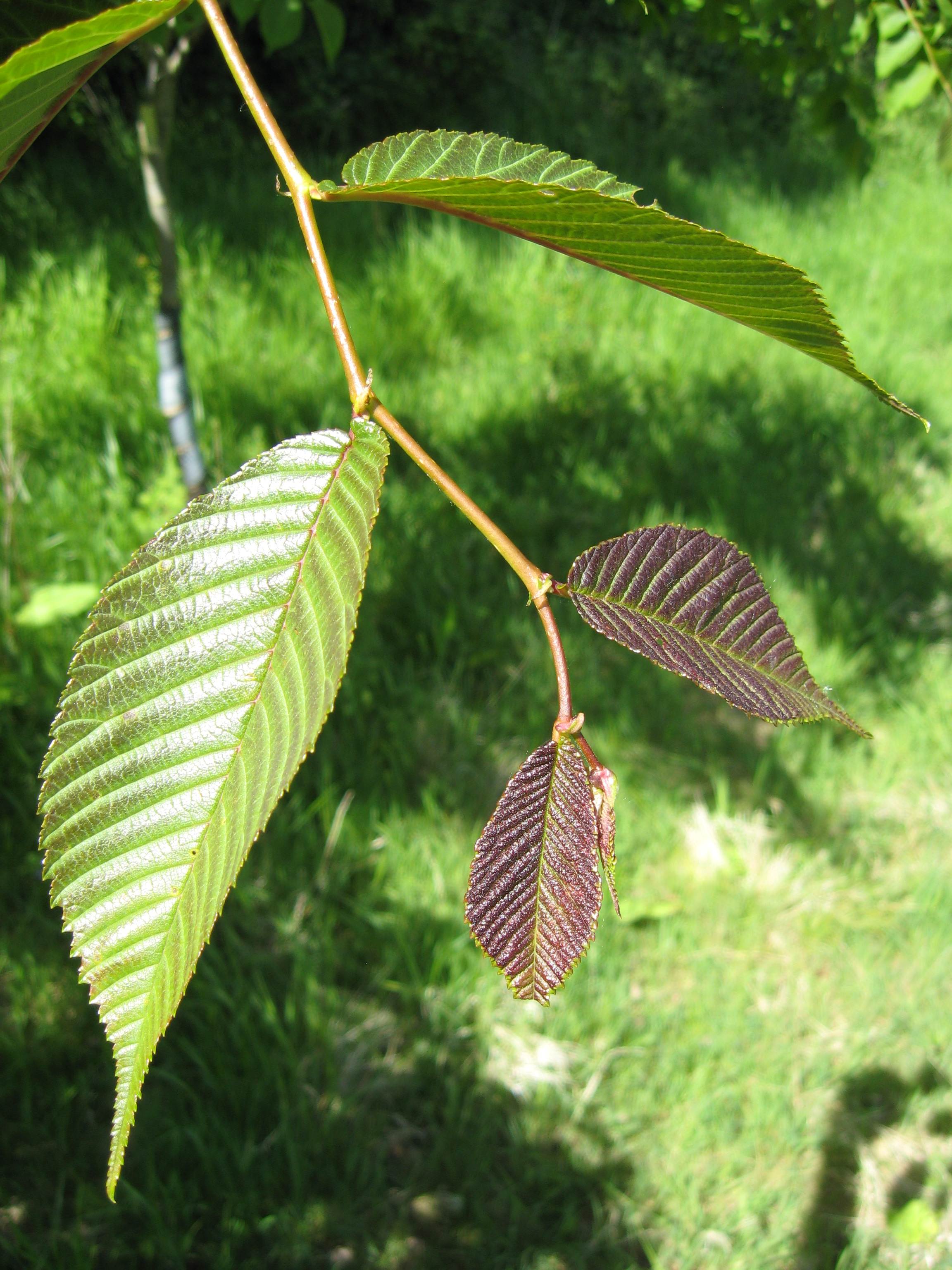
Листья

Распространён в России (Бурятия, Забайкальский край, Амурская и Сахалинская области, Приморский край), Монголии, Китайской Народной Республике (провинции Аньхой, Ганьсу, Хэбэй, Хэйлунцзян, Хэнань, Хубэй, Гирин, Ляонин, Внутренняя Монголия, Цинхай (восток провинции), Шэньси, Шаньдун, Шаньси, Чжэцзян, а также в Нинся-Хуэйском автономном районе), Японии (острова Хоккайдо, Хонсю, Кюсю, Сикоку) и на Корейском полуострове.
Дерево либо кустарник, высотой до 15 м. Листья острые обратнояйцевидные и яйцевидно-эллиптические, размером 4—10×1,5—5,5 см. Плод — крылатка желтовато-коричневого цвета, размером 1—1,9×0,7—1,4 см.

## Значение
Культивируемое, декоративное растение.

## Синонимы
Синонимичные названия:
- Ulmus davidiana var. davidiana
- Ulmus davidiana var. mandshurica Skvortsov
- Ulmus davidiana var. pubescens Skvortsov